# Hadroneura kincaidi
Hadroneura kincaidi är en tvåvingeart som först beskrevs av Daniel William Coquillett 1900.  Hadroneura kincaidi ingår i släktet Hadroneura och familjen svampmyggor. Inga underarter finns listade i Catalogue of Life.